# 石户城遗址
石户城遗址，位于江苏省徐州市铜山区柳泉镇，是中华人民共和国江苏省文物保护单位之一。
2002年10月22日，授予江苏省文物保护单位，是一座古遗址。